# Filozofia średniowieczna

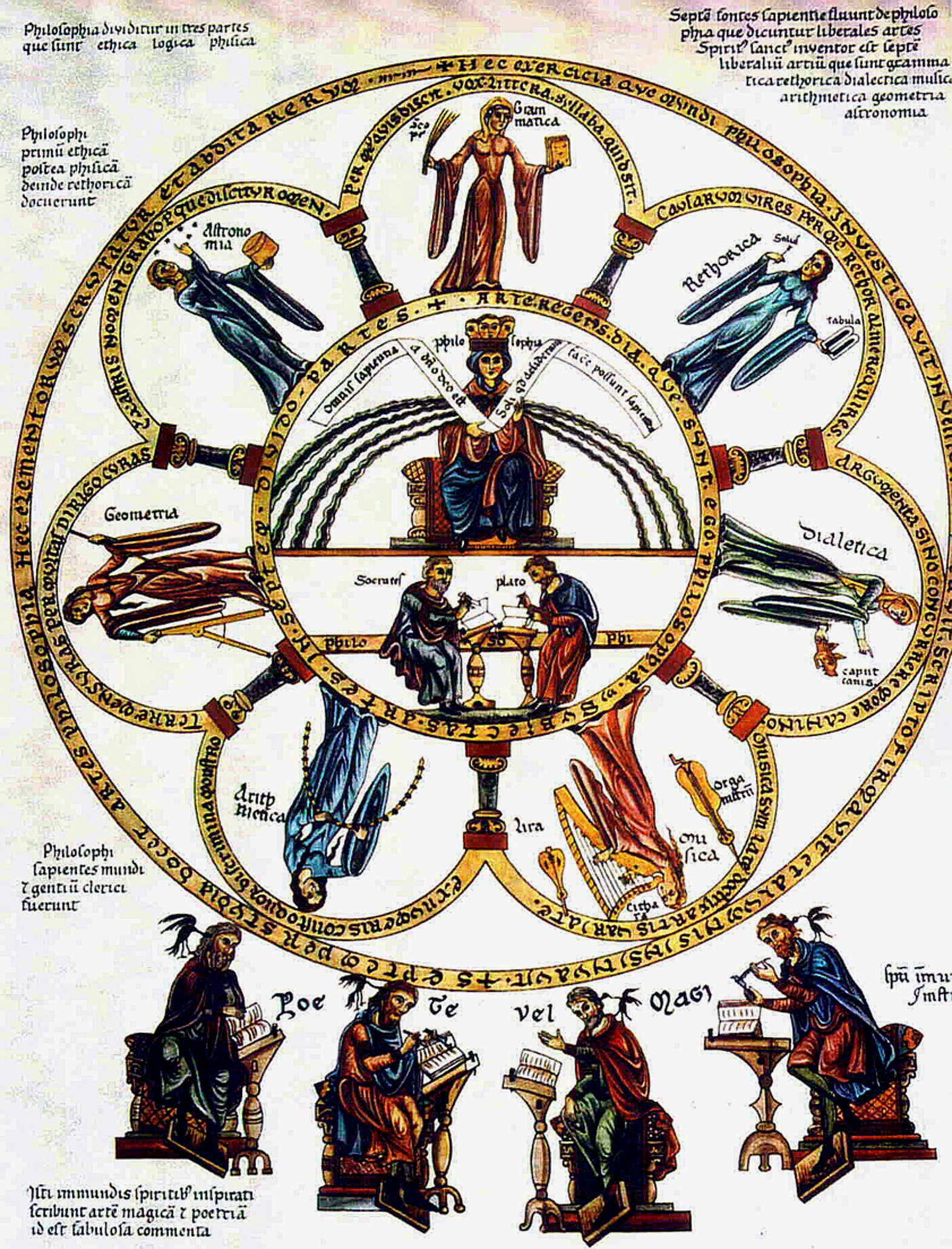
Siedem sztuk wyzwolonych otaczających filozofię. Ilustracja z Hortus deliciarum Herrady z Landsbergu

Zachodnioeuropejska filozofia średniowieczna – okres w historii filozofii obejmujący różne nurty filozoficzne rozwijane w średniowieczu na obszarze zachodniego chrześcijaństwa.
Początek filozofii średniowiecza jest jednakże późniejszy niż daty wyznaczone dla tej epoki przez historyków – za jej lata początkowe uważa się często dopiero okres po patrystyce, czyli od ok. 750 r. Natomiast za jej kres zwykle uznaje się przełom XV i XVI wieku.
Samo to pojęcie, jak i jego zakres znaczeniowy budzą jednak spory. Od zachodniej filozofii średniowiecznej, odróżnia się filozofie uprawiane w tym okresie na obszarze wschodniego chrześcijaństwa (np. filozofię bizantyńską czy armeńską), średniowieczną filozofię żydowską, oraz filozofię islamską. Pomimo licznych związków między nimi, są one uznawane za odrębne tradycje filozoficzne.

## Spory o filozofię średniowieczną
Tak jak i samo pojęcie średniowiecza, tak pojęcie filozofii średniowiecznej ukute zostało w renesansie na oznaczenie myśli filozoficznej rozwijanej pomiędzy filozofią starożytną, a renesansową.

Powolne tempo historycznego rozwoju społeczeństwa feudalnego sprzyjało powstaniu niesłusznego poglądu, że był to okres zastoju, a nawet regresu w porównaniu z poziomem niewolnicznego społeczeństwa starożytnego. W rzeczywistości zaś wiedza naukowa i filozoficzna, nagromadzona w epoce ustroju niewolnicznego, z przejściem do społeczeństwa feudalnego na Wschodzie w znacznej części przechowała się i mogła w nowych warunkach nadal stopniowo się rozwijać.

Według filozofów odrodzenia, była to epoka upadku kultury i utraty dorobku myśli antycznej. W porównaniu z racjonalną filozofią starożytną, filozofia średniowieczna przesiąknięta była religijnością. Odwaga myślenia i oryginalność były tłumione, wyżej natomiast ceniono autorytet i wierność tradycji.
Autorzy renesansowi podważali też samą zasadność wyodrębniania filozofii średniowiecznej. Miała być ona jedynie niedoskonałym (wobec słabej znajomości języka i źródeł) komentowaniem i kopiowaniem pism starożytnych filozofów (przede wszystkim Arystotelesa), lub powierzchownie filozofującą teologią.
Taki obraz filozofii średniowiecznej jako wtórnej i mało interesującej przetrwał aż do XX wieku. Kazimierz Twardowski w swoich wykładach o filozofii średniowiecznej twierdził:

Czy można tu w ogóle mówić o rozwoju myśli ludzkiej? Czy wieki średnie wniosły w skarbiec ducha ludzkiego jakieś nowe, trwałe zdobycze, czy wzbogaciły ludzkość treścią nową zasługującą na dalsze pielęgnowanie i staranne przechowywanie? Na tak postawione pytania odpowiedź musi stanowczo wypaść przecząco.

Od lat osiemdziesiątych XIX w. rozwijają się studia nad średniowiecznymi tekstami źródłowymi. Pogłębienie i intensyfikacja badań nad filozofią średniowieczną, pociągnęły za sobą jej rewaluację. Tacy historycy filozofii jak Maurice de Wulf czy Étienne Gilson zwrócili uwagę, że średniowiecze było okresem niezwykle różnorodnym i bogatym w nowe treści. Wskazują oni, że filozofia średniowiecza nie jest jedynie zdegenerowanym arystotelizmem, lecz wypracowała własną problematykę, terminologię i metodologię. Pojęcia filozofii średniowiecznej jedynie powierzchownie odpowiadają pojęciom starożytnym, nadano im bowiem zupełnie odmienne znaczenie. Nie jest również uzasadnione traktowanie średniowiecza jako okresu „przerwy” w rozwoju myśli zachodnioeuropejskiej. Wprost przeciwnie, to w średniowieczu swoje źródło bierze wiele treści filozofii i nauki nowożytnej. Niektórzy autorzy (np. Leo Strauss) krytykowali powyższe spory, wskazując, że zakładają one ciągły postęp w myśli filozoficznej, którego zwieńczeniem jest współczesność. Zgodnie z takim rozumieniem filozofowie średniowieczni oceniani są pod kątem tego ile wnieśli do obecnego zbioru idei czy świadomości. Tymczasem filozofia średniowieczna powinna być badana jako odrębna całość, bez poczucia wyższości i porównywania jej z filozofią nowożytną.

## Charakter filozofii średniowiecznej
Specyfika rozwoju myśli filozoficznej w społeczeństwie feudalnym polega na tym, że wszystkie cele dociekania filozoficznego były podporządkowane interesom, kontroli i kierownictwu kościoła. W wiekach średnich myśl filozoficzna mogła egzystować tylko jako myśl teologiczna, pod pokrywką tej lub innej doktryny kościelnej. Każdy problem filozoficzny mógł uzyskać prawo obywatelstwa tylko pod warunkiem wiązania się z tym lub innym problemem teologicznym. Filozofia była „służebnicą teologii” (łac. ancilla theologiae).
Tak więc sposób prowadzenia refleksji filozoficznej w średniowieczu w znaczący sposób różni ją zarówno od filozofii starożytnej jak i nowożytnej. W XX wieku zarzucono pogląd, jakoby filozofia średniowieczna były spójna i jednorodna, a wraz z tym, aby można było jednoznacznie określić jej "charakter". Mimo że średniowiecze było okresem bogactwa i różnorodności myśli, niektórzy badacze starają się wskazać pewien wspólny ówczesnym ludziom sposób myślenia, czy podzielany obraz świata, który odcisnął swe piętno na filozofii. On właśnie ma określać "charakter filozofii średniowiecznej".
W społeczeństwie feudalnym znaczną rolę odgrywało duchowieństwo. Nic więc dziwnego, że w ciągu wielu stuleci „na Wschodzie i na Zachodzie panującą formą ideologii w okresie feudalizmu była ideologia religijna, ... a filozofia przekształciła się w służebnicę religii”. Jest to główny rys filozofii średniowiecznej. W Europie piśmiennictwo i oświata po zwycięstwie chrześcijaństwa znajdowały się pod patronatem Kościoła, natomiast niechrześcijańskie szkoły filozoficzne oficjalnie zostały zamknięte na podstawie dekretu Justyniana w 529 r.. Samo pojęcie filozofii chrześcijańskiej jest niejednoznaczne i przez wielu krytykowane. Nie budzi jednak wątpliwości fakt, że filozofia średniowieczna przeniknięta była duchem chrześcijaństwa: czerpała z niego terminologię filozoficzną, problematykę i sens filozofowania. Chrześcijaństwo było zarówno inspiratorem refleksji filozoficznej, jak i ograniczeniem dla niej (np. poprzez kościelny nadzór). Biblijne Objawienie było dla wielu filozofów początkiem i celem refleksji, tym bardziej, że ogromna większość działalności filozoficznej odbywała się w ramach instytucji kościelnych (klasztory i uniwersytety).
Jeśli „myśl starożytnych była zwrócona ku rzeczom zewnętrznym”, to dla myślicieli średniowiecza cała otaczająca rzeczywistość była jedynie przejawem pewnej ponadzmysłowej rzeczywistości. Świat miał ukryty, mistyczny sens. To co zmysłowe i cielesne, uznawane było za mniej wartościowe. Cele ziemskie natomiast powinny być podporządkowane celom pozaziemskim. Z tego przekonania wynikał też obraz rzeczywistości, jako pewnego hierarchicznego porządku. Świat jest obrazem hierarchii niebieskiej. Porządek hierarchiczny przenika strukturę bytu, oraz różne sfery porządku ziemskiego (hierarchia władzy, stanów społecznych, hierarchia instytucji religijnych).
Wspólne w myśli średniowiecznej było również przyznawanie wyjątkowej roli autorytetowi. Autorytet był znacznie ważniejszy od osobistego doświadczenia. Gwarantował on ciągłość tradycji i ortodoksję myśli. Nowość była niepożądana i podejrzana. Najwyższym autorytetem było Pismo Święte, a w dziedzinie filozofii – Arystoteles. Stąd też wywodziła się średniowieczna metoda filozoficzna, bazująca przede wszystkim na dedukcji i w dużej mierze mająca charakter aprioryczny.

### Scholastyka
Charakterystyczna dla średniowiecza jest również metoda scholastyczna, która wpłynęła na całą ówczesną filozofię. Nauka na średniowiecznych uniwersytetach polegała w głównej mierze na lekturze i dyskutowaniu tekstów, uznawanych za autorytarne. Były to pisma chrześcijańskie (Pismo święte, pisma Ojców Kościoła), a także niektóre teksty starożytne (np. dzieła Arystotelesa). Pisma te następnie były szczegółowo objaśniane i dyskutowane. Wypracowaną tam "metodę scholastyczną" charakteryzowało rozważanie argumentów za i przeciw, a także staranne budowanie aparatury pojęciowej, opartej na subtelnych dystynkcjach. Z tej praktyki narodziła się scholastyka rozumiana jako uzasadnianie (racjonalizowanie) prawd wiary oraz uzgadnianie treści pism chrześcijańskich z pismami pogańskich filozofów (traktowanych jako prawdy rozumowe).
Scholastyka starała się racjonalnie zgłębiać zagadnienia teologiczne i filozoficzne. Odmienną drogę przyjmowała mistyka, od XIII w. rozwijająca się w krajach niemieckich. Miała ona wpływ na dalszy rozwój filozofii niemieckiej, szczególnie w okresie romantyzmu. Jej najwybitniejszymi postaciami byli Hildegarda z Bingen i Mistrz Eckhart (przedstawiciel mistyki nadreńskiej.

## Źródła filozofii średniowiecznej

### Filozofia starożytna
Filozofia średniowieczna nie stanowi prostej kontynuacji myśli starożytnej. Upadek cesarstwa rzymskiego wiązał się z głębokim regresem społecznym, kulturowym i gospodarczym, a w konsekwencji również z upadkiem filozofii. Większość wiedzy starożytnej zaginęła i nie była dostępna uczonym średniowiecznym. Pozostały jedynie fragmenty najbardziej popularnych nurtów, łączonych często z chrześcijaństwem, judaizmem czy islamem.
Wiele kluczowych pojęć filozoficznych (Bóg, człowiek, świat, dusza) wydaje się wspólnych starożytności i wiekom średnim. Średniowieczni myśliciele nadawali im jednak często zupełnie inne znaczenia lub używali w odmiennym kontekście. Odmienne były też cel i sposób filozofowania.

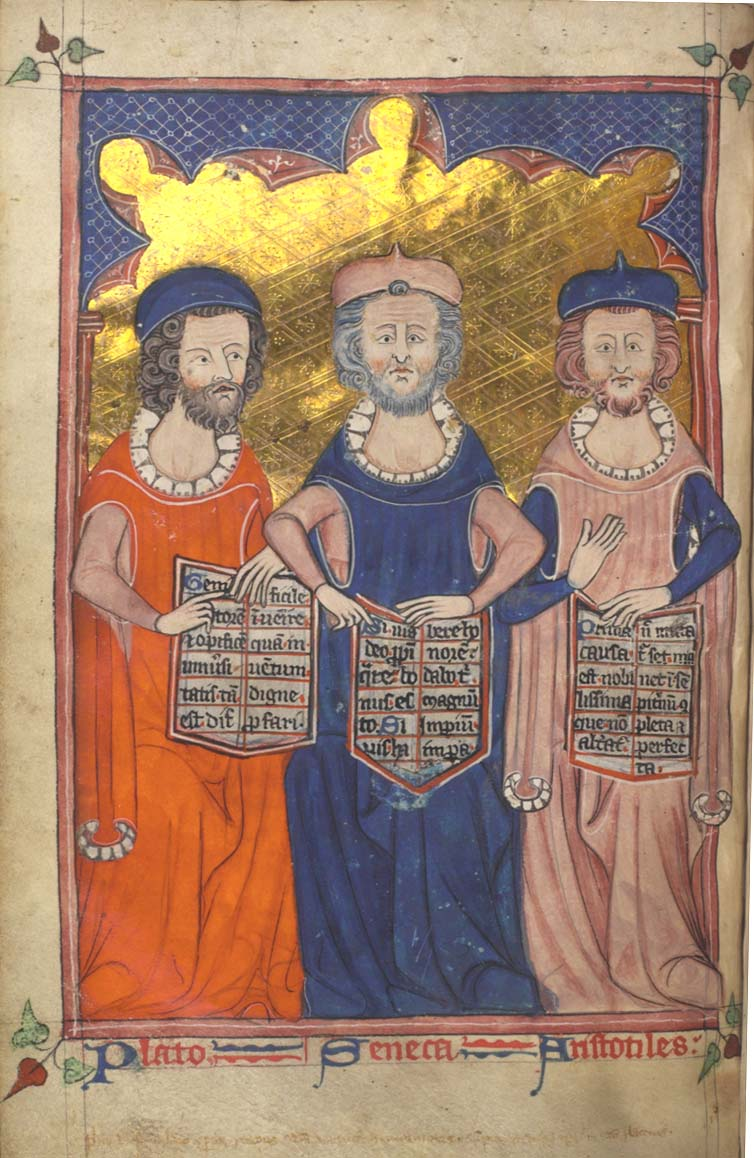
Platon, Seneka i Arystoteles. Ilustracja ze średniowiecznego manuskryptu (ok. 1325–1335 r.)

W średniowieczu niezmiernie wpływowe były neoplatonizm (najczęściej podany z drugiej ręki, przez Ojców Kościoła) oraz arystotelizm (szczególnie od XII w.). Obecne były także stoicyzm, a także myśl ezoteryczna (gnostycyzm, hermetyzm). Język starogrecki był aż do XII w. praktycznie nieznany, co właściwie uniemożliwiało kontakt z oryginalnymi dziełami filozofii greckiej. Również średniowieczna łacina różniła się znacznie od klasycznego języka łacińskiego. Z tego powodu dzieła starożytnych autorów zostały udostępnione łacińskiemu Zachodowi za pośrednictwem autorów arabskich i żydowskich. Znacznie mniejsze znaczenie miało pośrednictwo Bizancjum.
Średniowiecze znało jedynie nieliczne dzieła Arystotelesa. Do IX w. znane było O interpretacji w tłumaczeniach Mariusza Wiktoryna i Boecjusza. Pod koniec wieku X znane były również jego Kategorie (tłum. Boecjusza). W XII w. odkryto kolejne dzieła Stagiryty: pierwszą księgę Analityk pierwszych, Topiki i O dowodach sofistycznych. Lokalnie znane były także druga księga Analityk pierwszych i Analityki wtóre, lecz nie były rozpowszechniane. Pod koniec XII wieku powszechnie znany był już cały Organon, zaczynają się też pojawiać tłumaczenia innych dzieł Arystotelesa: fragmenty Fizyki; Metafizyki czy O duszy. W konsekwencji, przez większość średniowiecza, Arystoteles był znany przede wszystkim jako logik. Przekonanie to utwierdza było także przez dostępne opracowania i komentarze do jego dzieł. Szczególnie popularne były Isagoga Porfiriusza i komentarze do Kategorii i O interpretacji Boecjusza. Dodatkowo w średniowieczu krążyło wiele tekstów niesłusznie przypisywanych Arystotelesowi (np. Liber de causis czy Secretum secretorum).
Platon znany był bezpośrednio jedynie z fragmentów Timajosa. Od XII w. lokalnie znane są również fragmenty Fedona i Menona.

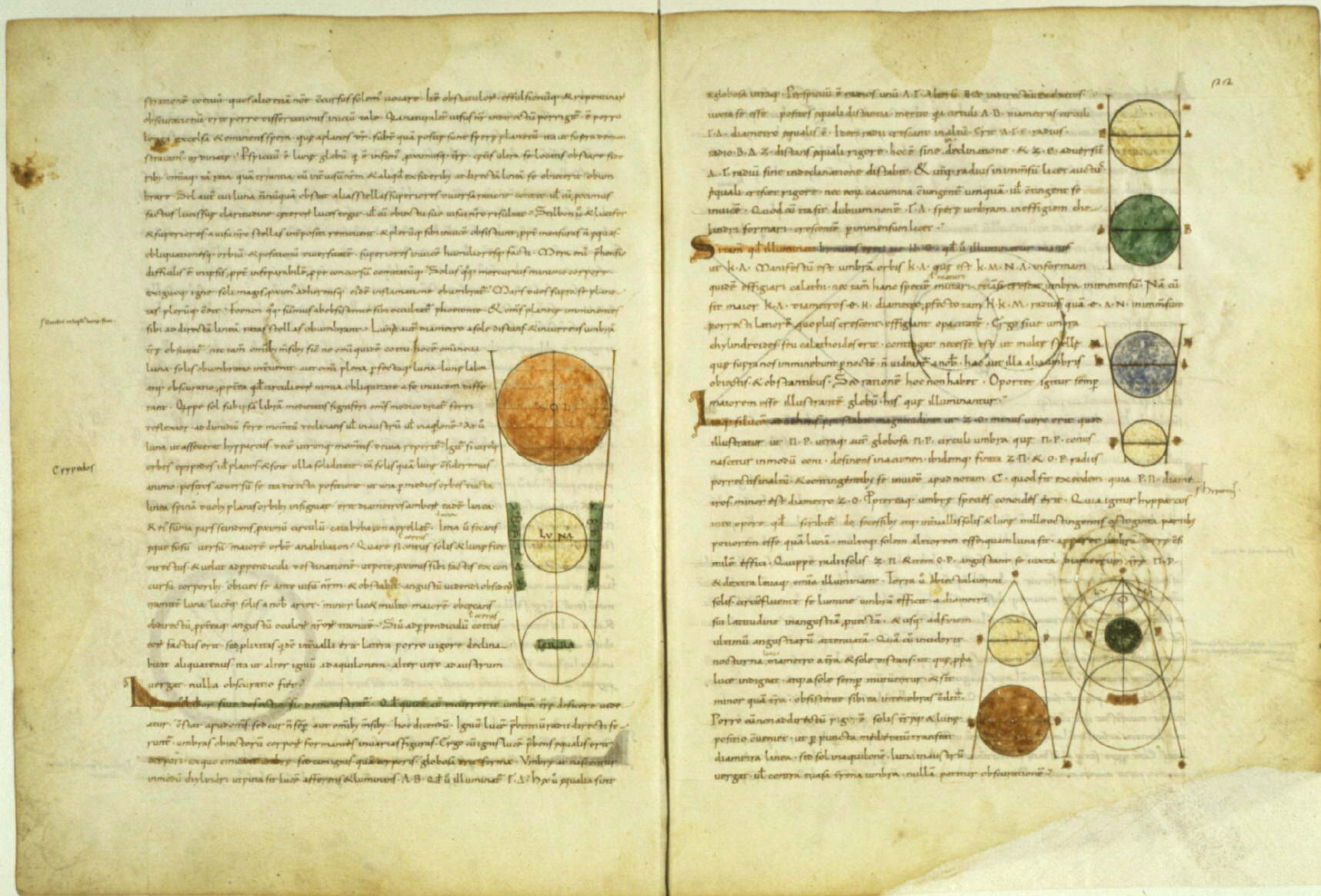
Średniowieczne wydanie Timajosa Platona, pierwsza połowa X w.

Z okresu rzymskiego do średniowiecza przetrwały fragmenty dzieł Cycerona (Topiki, O powinnościach, De inventione, Rhetorica ad Herennium, Kategorie retoryczne), Lukrecjusza i Seneki Młodszego (O dobrodziejstwach). Senece przypisywano również domniemaną korespondencję z Pawłem z Tarsu (Formula Honestae Vitae, nazywana też De Quatuor Virtutibus Cardinalibus czy De Moribus), przez co był szczególnie ceniony w kręgach scholastycznych.
Większość jednak dzieł starożytnych pochodziła z końcowego okresu istnienia cesarstwa rzymskiego, była mało oryginalna i świadczyła raczej o upadku myśli starożytnej. Dostępne były niektóre dzieła Mariusza Wiktoryna (Isagoga i traktaty logiczne), Makrobiusza (Saturnalia, Komentarz do Snu Scypiona), Eliusza Donata i Claudianusa Mamertusa. Dostępne były również pewne dzieła neoplatoników, takie jak przypisywane Apulejuszowi z Madaury O Platonie i jego nauce, komentarz do O interpretacji Arystotelesa czy dialog Asklepios, czy kompilacja komentarzy do Platońskiego Timajosa autorstwa Chalcydiusza. Średniowieczni autorzy mieli również dostęp do niektórych dzieł hermetycznych np. Logos teleios. Mimo niewielkiej oryginalności i wartości filozoficznej, dzięki tym streszczeniom i komentarzom, autorzy średniowieczni mogli się zapoznać z dorobkiem filozoficznym antyku.

### Filozofia wczesnego chrześcijaństwa
W przeciwieństwie do filozofii starożytnej, powszechnie dostępne były dzieła filozofów wczesnochrześcijańskich, w szczególności Ojców Kościoła (filozofia patrystyczna). Również one zawierały często elementy filozofii starożytnej, w szczególności stoicyzmu i neoplatonizmu.
Najważniejszym dla średniowiecza filozofem patrystycznym był Augustyn z Hippony. Jego dzieła były istotne nie tylko z teologicznego punktu widzenia, lecz w oryginalny sposób stawiały wiele kwestii filozoficznych. W myśli Augustyna obecnych było wiele wątków neoplatońskich, które w ten sposób przeniknęły do filozofii średniowiecznej. Autorowi temu przypisywano również część dzieł innych, anonimowych autorów, m.in. Categoriae Decem, Principia Dialecticae, Contra Quinque Haereses, De Spiritu et Anima.
Do innych ważnych autorów należeli Pseudo-Dionizy Areopagita, Maksym Wyznawca, Orygenes, Klemens z Aleksandrii, Laktancjusz czy Ambroży z Mediolanu.

### Filozofia arabska

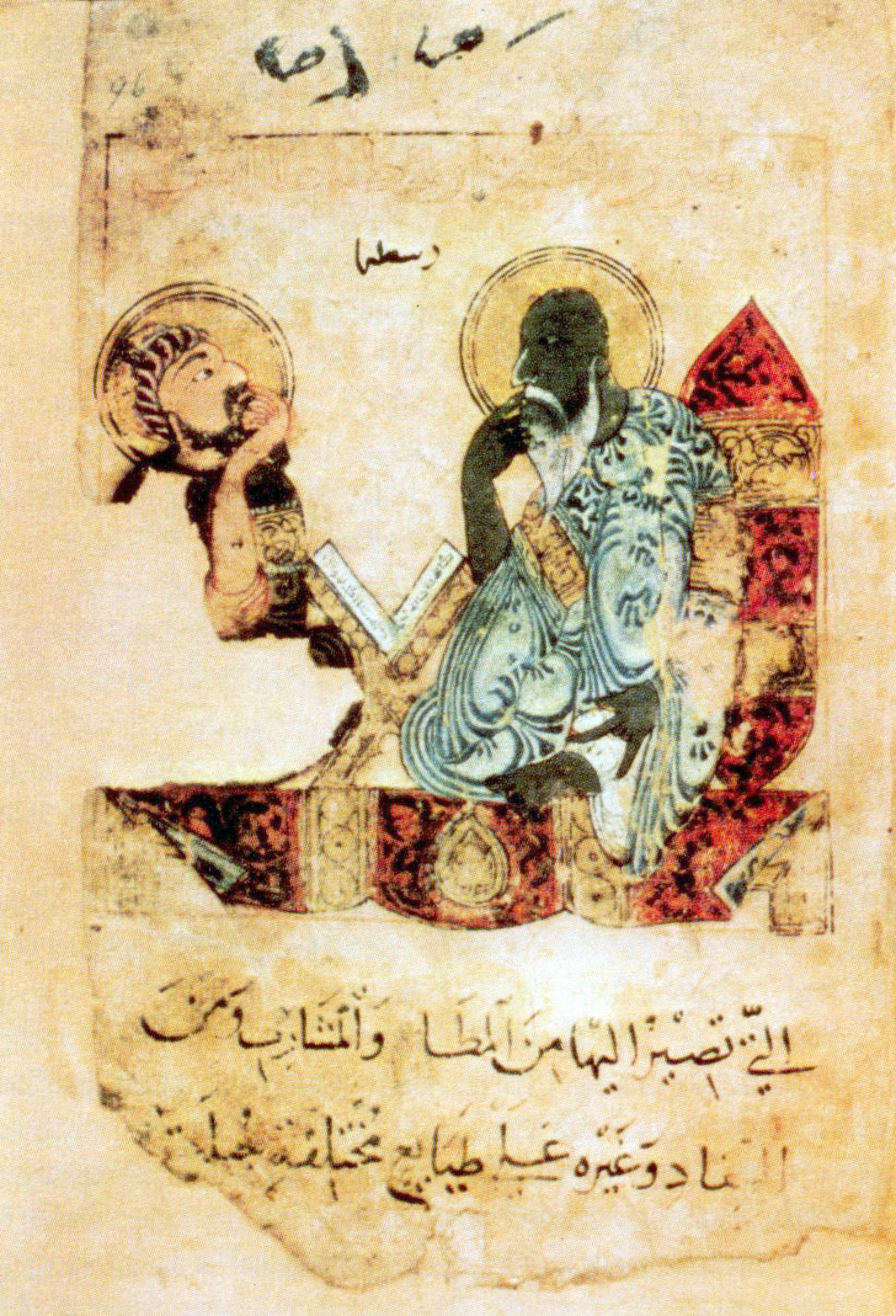
Ilustracja z arabskiego manuskryptu przedstawiająca Arystotelesa

Wpływ filozofii świata islamu na filozofię Zachodu w wiekach średnich jest szeroki – oprócz niezwykle ważnego dla jej rozwoju przywrócenia wielu pism starożytnych, obejmuje także recepcję wielu muzułmańskich koncepcji filozoficznych, chociaż często recepcja ta miała charakter burzliwej kontrowersji, jak w przypadku dyskusji nad poglądami Awerroesa i awerroizmem łacińskim. Bez pośrednictwa kultury muzułmańskiej większość starożytnych dzieł nie przetrwałaby kilku wieków upadku społecznego po upadkiem cesarstwa zachodniorzymskiego.
Szczególnym przełomem w filozofii Zachodu był dokonany pod wpływem recepcji myśli islamskiej zwrot od wczesnośredniowiecznego i XII-wiecznego platonizmu i augustynizmu, na wieki systematyzujących teologię katolicką w arystotelesowskim duchu i stanowiących jeden z większych przełomów w kulturze Zachodu, pozwalający znacznie przyspieszyć jej rozwój intelektualny i naukowo-techniczny. Wpływ ten jednak zaczął się dość późno – obejmuje przede wszystkim wiek XIII.
Do filozofów arabskich, którzy najbardziej oddziałali na filozofię zachodniego średniowiecza należą: Al-Kindi, Al-Farabi, Al-Ghazali, Awerroes czy Awicenna.

### Filozofia żydowska
Średniowieczna filozofia żydowska była zjawiskiem odrębnym od średniowiecznej filozofii świata łacińskiego. Dzieła żydowskich myślicieli były jednak czytane również przez chrześcijan. Podobnie, jak filozofia islamu, filozofia żydowska przyczyniła się do przekazania Zachodowi dorobku starożytnych. Do autorów, którzy w największym stopniu wpłynęli na zachodnią filozofią należą neoplatończyk Awicebron, oraz arystotelik Mojżesz Majmonides (autor Przewodnika błądzących).

## Problematyka filozofii średniowiecznej

### Wiara a rozum. Teologia a filozofia
W myśli średniowiecznej szczególne znaczenie miało napięcie pomiędzy rozumem a wiarą, filozofią, a teologią, czy między pismami filozofów a literą Pisma św. Napięcie to wywodzi się jeszcze z epoki ojców Kościoła, z których wielu było nastawionych negatywnie do starożytnej filozofii utożsamianej ze światem pogańskim. W tym kontekście Tertulian pytał retorycznie: "Co wspólnego mają Ateny i Jerozolima?". Powoływano się również na zdanie Pawła z Tarsu, który w Liście do Kolosan ostrzegał: "Baczcie, aby kto was nie zagarnął w niewolę przez tę filozofię będącą czczym oszustwem, opartą na ludzkiej tylko tradycji, na żywiołach świata, a nie na Chrystusie" Również jednak w tym okresie obecne były głosy o możliwości pogodzenia filozofii i teologii. Do autorów wskazujących na taką możliwość zaliczyć można Klemensa z Aleksandrii i przede wszystkim św. Augustyna. Augustyn wskazywał, że filozofia powinna być włączona w program nauczania chrześcijańskiego, pozwala bowiem pełniej zrozumieć Pismo święte. To włączenie filozofii w edukację chrześcijańską nastąpiło od czasów odrodzenia karolińskiego. Nie zlikwidowało to jednak napięcia między filozofią a teologią. Tym bardziej, że pisma starożytnych filozofów dostępne były w większości poprzez arabskie i hebrajskie tłumaczenia i komentarze do nich. Tym samym studiowanie filozofii wiązało się ze studiowaniem myśli muzułmańskiej i judaistycznej. Studiowanie filozofii łączyło się więc bardzo często z niebezpieczeństwem herezji. Konflikt zaostrzył się w XIII w., wraz z nowymi tłumaczeniami pism Arystotelesa. W konsekwencji w niektórych miejscach (szczególnie w Paryżu w 1277 r.) wydawano zakaz czytania i uczenia pism Stagiryty. Jedną z dróg rozwiązania konfliktu między wiarą i rozumem proponował awerroizm ze swoją koncepcją dwóch prawd. Zgodnie z nim prawdy wiary, wyrażone w Piśmie świętym i prawdy dochodzone przez rozum, dotyczą różnych porządków rzeczywistości i nie są sprzeczne. Łaciński Awerroizm był zwalczany jako herezja. Również w ramach ortodoksji chrześcijańskiej czołowi filozofowie (Tomasz z Akwinu, Ockham, Duns Szkot) starali się łączyć prawdy rozumowe i wiarę.

### Bóg

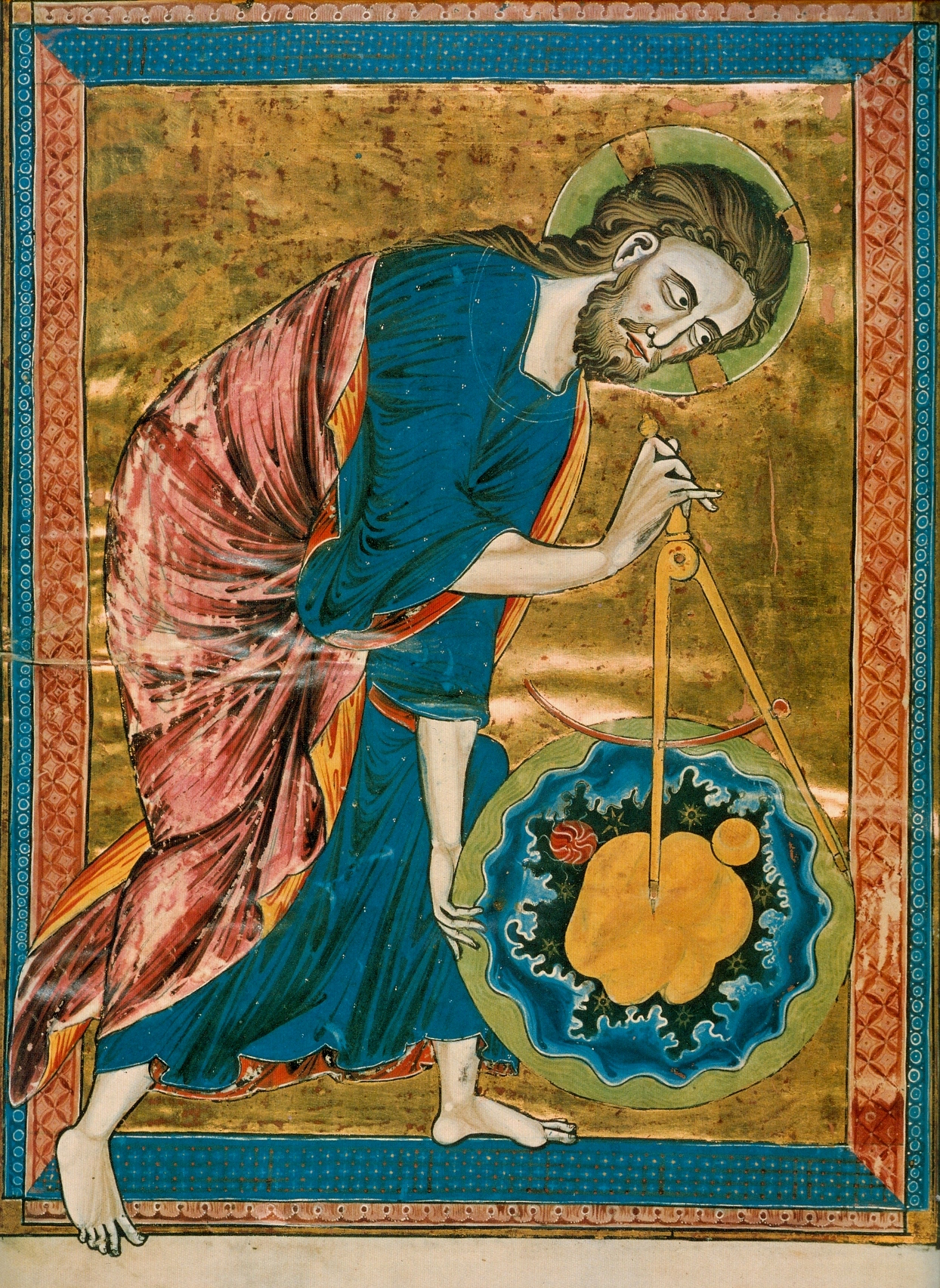
Bóg (przedstawiony jako geometra) stwarza świat, połowa XIII w.

Bóg był nie tylko tematem refleksji teologicznej, lecz był również istotny dla średniowiecznych filozofów. W filozoficznych rozważaniach korzystano nie tylko z Pisma św., ale również podpierano się pismami starożytnych filozofów pogańskich. W szczególności Arystotelejskimi pojęciami pierwszej przyczyny i Pierwszego Poruszyciela. Pojęcia te grały istotną rolę w średniowiecznej filozofii przyrody, dla której Bóg był koniecznym elementem pozwalającym na wyjaśnienie funkcjonowanie świata.
Istotną rolę pełniły też próby rozumowego dowiedzenia istnienia Boga. Były one jednocześnie sposobem pogodzenia chrześcijańskiej wiary ze wskazaniami rozumu. Dowody na istnienie Boga, można podzielić na dwie grupy: dowody oparte na analizie pojęciowej (dowody aprioryczne – szczególnie dowód ontologiczny) oraz dowody oparte na doświadczeniu (dowody aposterioryczne – np. pięć dróg Tomasza z Akwinu).

### Epistemologia
Średniowieczna epistemologia rozpięta była między platonizmem, a arystotelizmem. Do czasu ponownego odkrycia pism Arystotelesa w XII w. podstawą średniowiecznej epistemologii był platonizm, w wersji przekazanej przez Augustyna z Hippony i Boecjusza. Zawierała ona platońską teorię idei, rozdzielającą rzeczywistość na empiryczny świat widzialny i świat wiecznych idei. Prawdziwa wiedza dotyczy rzeczywistości idealnej i aby do niej dotrzeć konieczna jest pomoc Boga (iluminacja). Od XII w. średniowieczna epistemologia zaczęła się zwracać w stronę myśli Arystotelesa, opierając się zwłaszcza na Analitykach wtórych. Prawdziwa wiedza jest oparta na dedukcji i sylogizmach. Z pewnych koniecznych i uniwersalnych przesłanek, wynikają konieczne wnioski. Platonizm i arystotelizm pozostają konkurencyjnymi tradycjami do końca średniowiecza. Podejmowane były również próby pogodzenia tych dwóch tradycji (np. przez Roberta Grosseteste czy Tomasza z Akwinu).

### Spór o uniwersalia
Spór o uniwersalia dotyczył statusu pojęć ogólnych (zwanych też uniwersaliami lub powszechnikami). Problem ten pojawił się już w starożytności, jednak w pełni rozwinął się dopiero w średniowieczu.
Problem uniwersaliów został sformułowany przez Boecjusza, który postawił pytanie: czy kategorie mają swój niezależny byt jako gatunki rzeczy, czy też istnieją tylko jako znaki językowe?
Początkowo najbardziej popularnym stanowiskiem był realizm pojęciowy, czyli pogląd uznający faktyczne istnienie pojęć ogólnych. Był on przyjmowany zarówno przez Boecjusza, jak i przez filozofię patrystyczną czy wczesną scholastykę. Realizm pojęciowy był często przyjmowany bezrefleksyjnie i bezdowodowo. Przyjmowali go także filozofowie ulegający wpływom Platona i neoplatoników, tacy jak Eriugena czy Anzelm z Canterbury.
Ostra krytyka realizmu pojęciowego sformułowana została w XII wieku przez Roscelina (nominalizm lub antyrealizm). Głosił on, że pojęcia ogólne stanowią tylko dźwięki języka i nie przysługuje im odrębne istnienie.
Większość filozofów starała się formułować bardziej wyważone, kompromisowe stanowiska, z których najbardziej wpływowy był sermonizm Piotra Abelarda.
W XIV wieku realizm pojęciowy został poddany ostrej krytyce przez Williama Ockhama. Jego zdaniem przyjmowanie realnego istnienia uniwersaliów jest zbędne i nie przyczynia się do wyjaśnienia jakichkolwiek zjawisk. Ockham zbudował nową teorię uniwersaliów, wśród których wyodrębnił pojęcia umysłowe (conceptus) oraz uniwersalia językowe – znaki mowy (voces).

### Filozofia polityczna i filozofia prawa

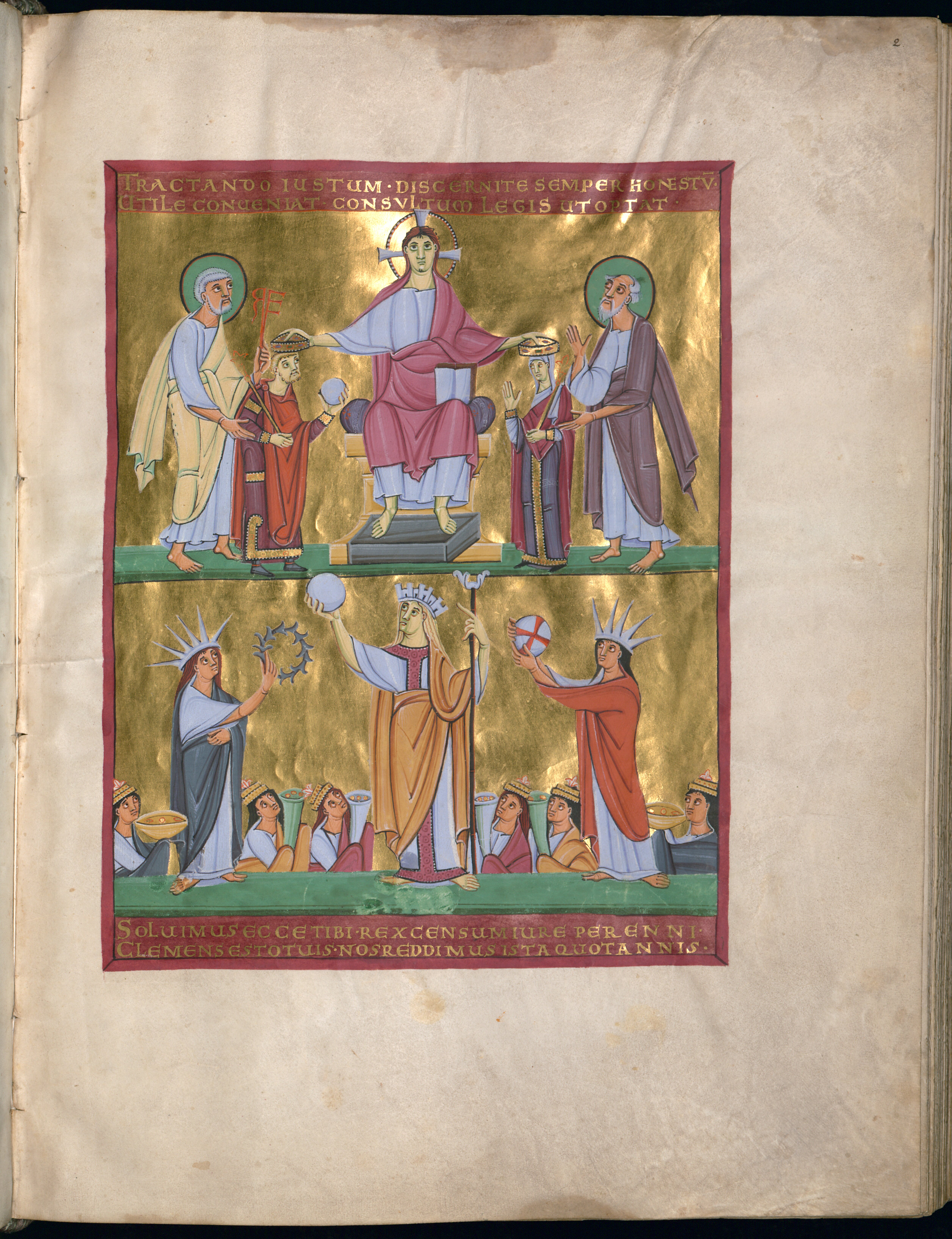
Henryk II Święty i Kunegunda Luksemburska otrzymują władzę królewską z rąk Chrystusa. Ilustracja z Perykop Henryka II

Filozofia polityczna w okresie średniowiecza była ściśle powiązana zarówno z religijnym obrazem świata, jak i aktualnymi sporami politycznymi. Aż do renesansu XII wieku nie uzyskuje samodzielności, lecz jest prowadzona na marginesie innych rozważań filozoficznych. Pierwszym samodzielnym traktatem politycznym od czasów starożytności był napisany ok. 1159 r. Policraticus Jana z Salisbury.
W średniowieczu toczono liczne spory na temat podstawowych zagadnień filozofii politycznej. Jednym z głównych był spór o pochodzenie władzy. Najczęściej wywodzono ją od Boga, choć dyskutowano, czy jest ona przyznana bezpośrednio monarchom, czy też przyznana mu za pośrednictwem ludu (teoria reprezentacji). Zasadniczą kwestią było także to, kto ma sprawować zwierzchność nad światem chrześcijańskim: cesarz czy papież. Cesarsko-papieski spór o inwestyturę cichnie jednak od XII w. wobec partykularnych nurtów myśli politycznej związanych z rozwojem monarchii narodowych.
Myśl społeczno-polityczna miała najczęściej charakter hierarchiczny. Hierarchia społeczna była uzasadniana przez nakazy Boskie, jest niezmienna i powinna być chroniona. Wielu autorów (w różnym stopniu Tomasz z Akwinu, Marsyliusz z Padwy, Dante Alighieri) wskazywało jednak na możliwość oporu wobec władzy, szczególnie tyrańskiej.
Rozkwit filozofii prawa związany jest z odkryciem kodyfikacji Justyniana w XI w. Badane i komentowane przez glosatorów prawo rzymskie łączone było z chrześcijańską koncepcją prawa natury, a także używane dla uzasadnienia argumentów w sporach politycznych. Np. na gruncie prawa rzymskiego uzasadniano niezależność monarchów narodowych względem ówczesnego cesarza.

### Filozofia przyrody

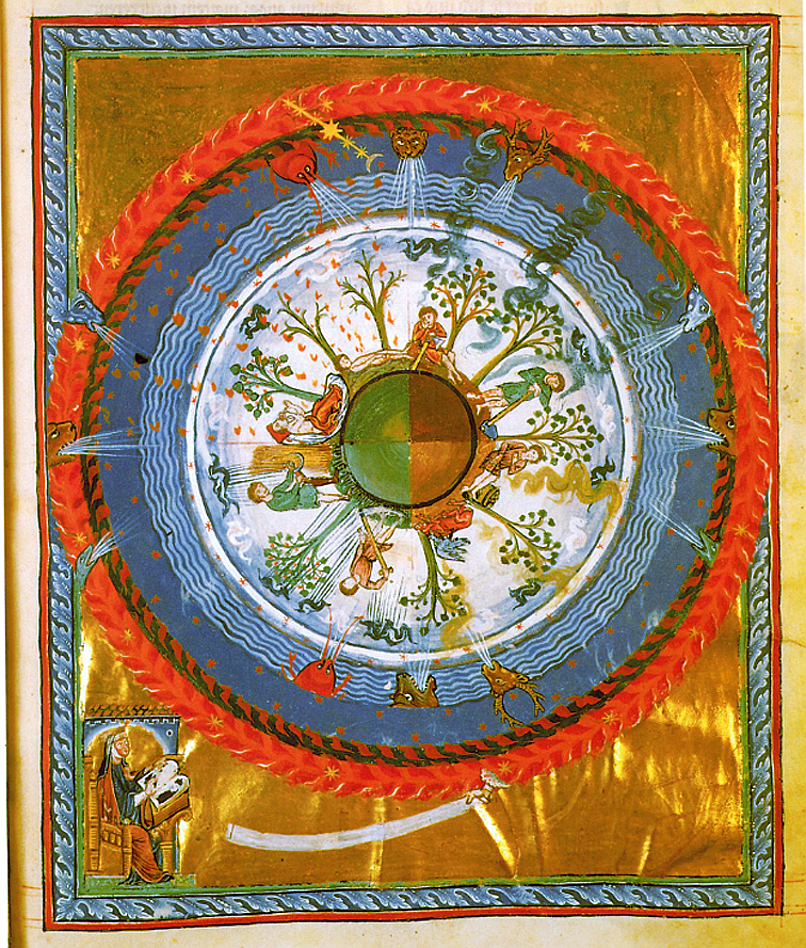
Przedstawienie Ziemi w XII-wiecznym traktacie Hildegardy z Bingen Liber Divinorum Operum

Refleksja nad przyrodą i badanie zachodzących w niej procesów były w średniowieczu prowadzone pod nazwą filozofii przyrody (łac. philosophia naturalis). Była ona bezpośrednią kontynuacją myśli starożytnej, w szczególności zaś myśli Arystotelesa, który uważany był za najwyższy autorytet w tej dziedzinie. Jego pisma przyrodnicze, jak i komentarze do nich autorstwa starożytnych arystotelików, były nie tylko źródłem wiedzy o świecie, lecz także dostarczały pojęć za pomocą których ujmowano przyrodę, wskazywały, jak należy filozofować oraz co jest dostępne poznaniu. Podobnie jak w innych obszarach filozofii, harmonijne połączenie myśli starożytnej z chrześcijaństwem było niemożliwe i z czasem doprowadziło do wykroczenia poza pisma antycznych autorów i rozwinięcia oryginalnych metod i rozwiązań.
Problematyka średniowiecznej filozofii przyrody była bardzo szeroka. Obejmowała zarówno wyjaśnianie zjawisk obserwowalnych empirycznie (które później stały się przedmiotem badań nauk przyrodniczych, jak i samą strukturę świata, oraz jej związki z rzeczywistością pozazmysłową (a więc problematykę metafizyczną i teologiczną).
Do najważniejszych średniowiecznych filozofów przyrody zalicza się Jana Buridana, Mikołaja z Oresme, Rogera Bacona, Williama Ockhama, Błażeja z Parmy, Roberta Grosseteste czy Wilhelma z Conches.

### Logika

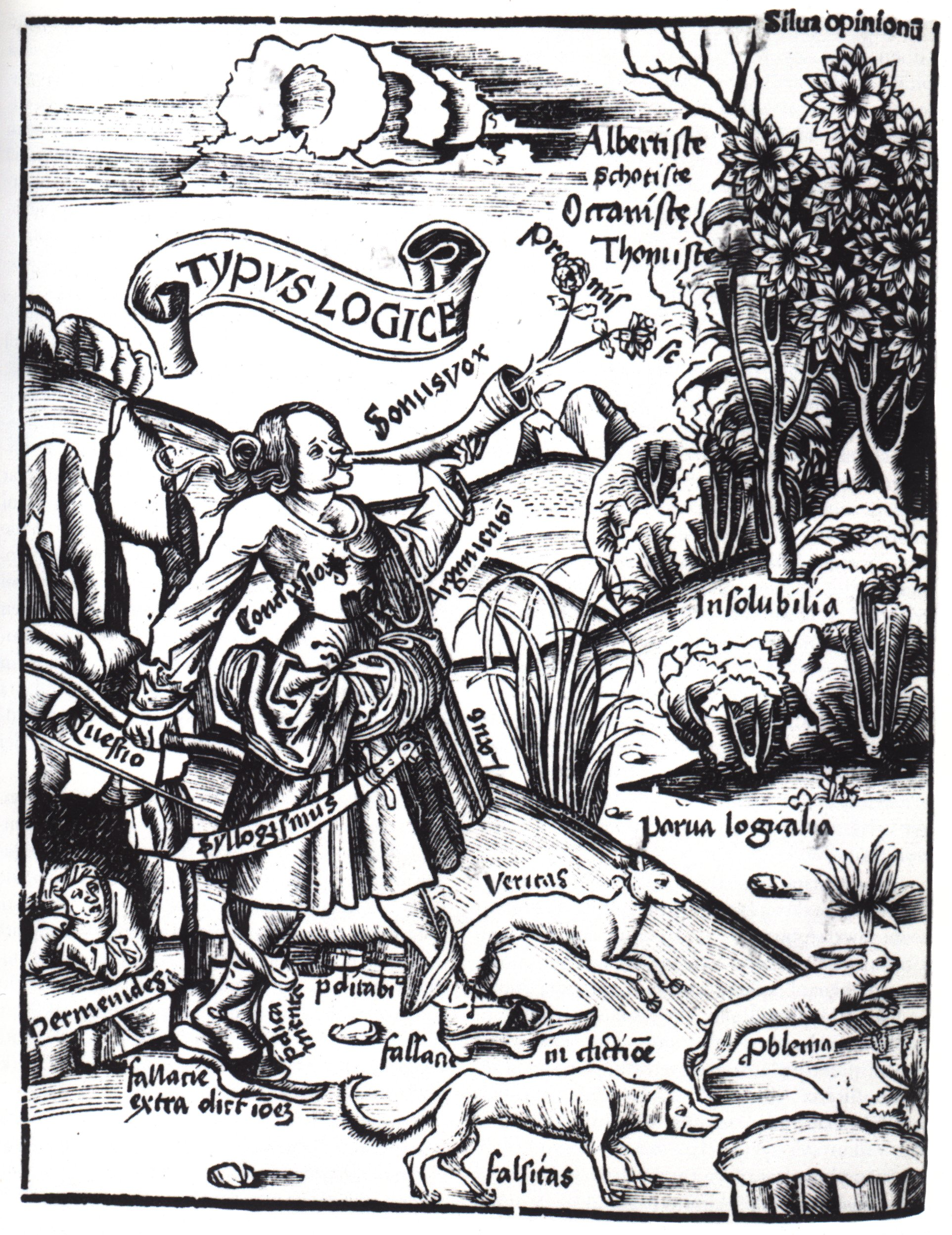
Alegoria logiki w Margarita Philosophica, późnośredniowiecznej encyklopedii Gregora Reischa

Do przekazania starożytnych pism logicznych przyczyniły się pisma filozofów arabskich, oraz prace Boecjusza. Jego tłumaczenia (wraz z komentarzem) Isagoge Porfiriusza, Kategorii i O interpretacji Arystotelesa, były jednymi z nielicznych prac logicznych znanych szeroko przed XII w. Do prac oryginalnych Boecjusza należały De Topicis Differentiis (odwołujące się do prac Temistiusza i Cycerona) oraz De divisione.
Wiek XII przyniósł szerokie odrodzenie intelektualne i powrotne przyswojenie wielu prac starożytnych. Od XIII wieku logika oparta na pracach znanych przed renesansem XII wieku określana jest jako stara logika (logica vetus), w odróżnieniu od nowej logiki (logica modernorum).
Od tego okresu logika przestała być jedynie komentowaniem starożytnych autorów. Od czasów Abelarda, przez cały wiek XIV rozwijają się nowe gałęzie logiki. Jej zastosowania były bardzo różnorodne. Np. celem Ars generalis ultima Rajmunda Llulla było zastosowanie logiki do nawracania muzułman.
Zdaniem Józefa Marii Bocheńskiego późne średniowiecze, obok starożytnej Grecji w latach 350–200 p.n.e. oraz współczesności, stanowi jeden z trzech okresów największego rozwoju tej dyscypliny.

## Historia filozofii średniowiecznej

### Między starożytnością a średniowieczem
Okres między starożytnością a średniowieczem cechował się ogólnym upadkiem kultury i gospodarki, co pociągnęło za sobą zamarcie życia intelektualnego. Okres ten był na tyle długi, że spowodował zaginięcie ogromnej większości tekstów filozoficznych, wulgaryzację łaciny i zanik znajomości języka greckiego. Z tego powodu początek średniowiecza oznacza radykalne zerwanie ze starożytną tradycją filozoficzną.
Działalność intelektualna (choć prowadzona na bardzo niskim poziomie) znajdowała oparcie jedynie w klasztorach. Tam gromadziły się najbardziej wykształcone osoby, tam też przetrwało wiele tekstów starożytnych. Szczególnie duża rola w przekazywaniu wiedzy i tradycji starożytnych przypadła klasztorom irlandzkim. Starożytne teksty filozoficzny przetrwały również w Cesarstwie Bizantyńskim i państwach muzułmańskich, skąd w późniejszym okresie zaczęły wpływać na myśl zachodnią.

### VIII - IX wiek
Pierwszym ożywieniem kulturowym było tzw. odrodzenie karolińskie, związane z dworem Karola Wielkiego (przełom VIII i IX w.). Dzięki staraniom monarchy następuje powolny rozwój szkolnictwa. Pierwowzorem szkół w całej zachodniej Europie staje się szkoła założona przez Alkuina. Nawiązywała ona do klasycznego wykształcenia: kładziono nacisk na znajomość klasycznych tekstów z zakresu tzw. sztuk wyzwolonych. W szkole tej rozwinęła się też metoda scholastyczna, która odcisnęła silne piętno na średniowiecznej filozofii. Pierwszym wybitnym filozofem średniowiecza był Jan Szkot Eriugena (810–877), który dokonał licznych przekładów z języka greckiego (m.in. Pseudo-Dionizego, Grzegorza z Nyssy czy Maksyma Wyznawcy), oraz stworzył pierwszą średniowieczną syntezę filozoficzną.

### X–XI wiek
Okres ten jest czasem kryzysu społecznego i intelektualnego. Wielkie przemiany społeczne stworzyły jednak podstawy do rozwoju kultury w kolejnych stuleciach. Reforma kluniacka doprowadziła do odnowienia ducha zakonnego i życia intelektualnego. W XI wieku na znaczeniu i sile zyskują także miasta, które stały się z czasem konkurencją dla klasztorów i stworzyły podstawy dla świeckiego życia intelektualnego. W okresie tym nastąpiła również intensyfikacja kontaktów ze światem muzułmańskim i chrześcijańskim Wschodem, co pozwoliło odzyskać łączność z dziedzictwem kultury starożytnej.
W XI w., na skutek sporów doktrynalnych w obrębie chrześcijaństwa, pojawili się wędrowni uczeni, nazywani philosophi, dialectici, sophistae czy peripatetici. Ci "dialektycy" (np. Anzelm z Besate czy Berengar z Tours) starali się rozwiązywać problemy wiary na drodze rozumowej. Rodziło to opór "antydialektyków" (np. Piotr Damiani), i stało się źródłem późniejszego rozdźwięku między filozofią a teologią. Najwybitniejszym umysłem epoki był Anzelm z Canterbury, który w swoim dowodzie ontologicznym starał się w rozumowy sposób dowieść istnienia Boga.

### Odrodzenie XII wieku
Dwunastowieczne odrodzenie społeczne i kulturowe przyniosło ze sobą znaczące zmiany w warunkach uprawiania filozofii. Rozrost miast prowadził stopniowo do powstania nauki i edukacji nastawionych także na ludność świecką. Stopniowo, niektóre z miejskich szkół (we Włoszech, Anglii, Francji, Hiszpanii i Portugalii) zyskują międzynarodową sławę i dużą niezależność. Ich autonomia i przywileje zostają potwierdzone przez papieża i cesarza, a one same stają się znane jako studium generale. Stają się one zalążkiem średniowiecznych uniwersytetów. Filozofia będzie jednym z czterech głównych nauczanych fakultetów (obok teologii, prawa, i medycyny).
Rozwijająca się sieć szkół katedralnych i uniwersytetów stała się miejscem w którym ukształtowała się filozofia szkolna (scholastyczna), najbardziej reprezentatywny typ filozofowania w średniowieczu. Starała się ona poszukiwać racjonalnego uzasadnienia dla twierdzeń religijnych, intelektualizując i racjonalizując duchowość chrześcijańska. Toczono liczne spory i rozwijano dyscypliny filozoficzne. Szczególnie ważny staje się rozpoczęty już w XI stuleciu spór o uniwersalia, wokół którego gromadzą się najwybitniejsze umysły epoki. Specyficzny system nauczania, zorganizowany wokół debat, stał się źródłem różnych gatunków literatury filozoficznej, w szczególności komentarzy, sum, czy questiones. 
Scholastyka spotkała się z krytyką reformującego się ruchu monastycznego, na którego czele stali Bernard z Clairvaux, Suger i Piotr Czcigodny. Intelektualizmowi scholastyki przeciwstawiali oni duchowość irracjonalną, naiwną, impulsywną i opartą na emocjach, a filozoficzne rozważania religijne traktowali często jako świętokradztwo. Jednocześnie działały również klasztory, będące istotnymi centrami życia intelektualnego i wokół niektórych powstały całe szkoły filozoficzne, czego przykładem mogą być szkoła w Chartres czy wiktoryni.
W XII wieku nastąpiła też ponowna recepcja wielu starożytnych tekstów filozoficznych, co wyraźnie wpłynęło na rozwój tematyki i metodologii tej dyscypliny. Największymi centrami tłumaczeń z języków arabskiego i hebrajskiego były Sycylia i szkoła tłumaczy w Toledo. W konsekwencji rosną też wpływy filozofów muzułmańskich (Al-Ghazali, Awicenna, Awerroes) czy żydowskich (Awicebron, Mojżesz Majmonides). Tłumaczono także z języka greckiego (Henryk Aristippus na normańskiej Sycylii, Wilhelm z Moerbeke na północy Włoch). Szczególnie istotne były tłumaczenia dzieł Arystotelesa, dzięki którym stał się on stopniowo głównym autorytetem filozoficznym i podstawą filozofii scholastycznej. Głównym ośrodkiem recepcji myśli Stagiryty był Uniwersytet Paryski.

### XIII wiek
W XIII wieku nastąpiła stopniowa recepcja pism Arystotelesa oraz innych starożytnych filozofów.
Ogromna popularność dzieł Stagiryty, tłumaczonego z języków hebrajskiego i arabskiego, budziła duże wątpliwości i opór. Wskazywano, że może być ona niezgodna z chrześcijaństwem, co prowadziło do lokalnych zakazów czytania i nauczania tych pism.
Nie ustawały jednak scholastyczne próby pogodzenia chrześcijaństwa z filozofią. Rozwój scholastyki znajduje ukoronowanie w licznych summach teologicznych i filozoficznych. Najbardziej znaną, jest pisana w latach 1268–1273 Summa theologiae Tomasza z Akwinu.

### Schyłek średniowiecza (XIV–XV wiek)
W XIV wieku rozkwita scholastyka i zaognia się spór o uniwersalia. Dominuje nominalizm i zagadnienia logiczne. Dzieła Arystotelesa zostały upowszechnione i przyswojone przez scholastykę. Do najwybitniejszych filozofów epoki zalicza się Dunsa Szkota, Williama Ockhama czy Mikołaja z Kuzy. Duns Szkot i Ockham zapoczątkowali też szkoły, nazywane od ich imion skotyzmem i ockhamizmem. Od XIV w. scholastyka podzieliła się na via antiqua (tomizm i skotyzm) i via moderna (ockhamizm), a następnie zaczęła chylić się ku upadkowi.